# Schmelztal
Das Schmelztal ist ein Tal im Gebiet der Stadt Bad Honnef, das die Grenze zwischen dem Siebengebirge und dem Rheinwesterwälder Vulkanrücken markiert. Es verbindet den Talbereich von Bad Honnef mit dem bergseitigen Stadtbezirk Aegidienberg und wird von der Landesstraße 144 (Schmelztalstraße) begleitet.

## Geographie
Das Schmelztal zieht sich vom Ortsteil Beuel ausgehend in nordöstlicher Richtung durch den Honnefer Stadtwald hinauf. Naturräumlich lässt sich das Tal selbst noch bis zu seinem oberen Nordrand dem sich nach Süden erstreckenden Rheinwesterwälder Vulkanrücken (großräumiger dem Niederwesterwald) zuordnen, wird aber als geographische Grenze zum sich im Norden anschließenden Siebengebirge betrachtet. Das Tal wird auf ganzer Länge vom Ohbach bzw. am oberen Taleingang dem Stensbach begleitet. Ein rechtes Nebental ist das bei 174 m ü. NHN mündende und zur Löwenburg hinaufführende Einsiedlertal. Zu den auf der linken (südlichen) Talseite sich erhebenden Bergen und Anhöhen gehören die Kitzenhardt, der Wingstberg und der Schultheisenleiberg, zu den rechtsseitigen (nördlichen) die Augusthöhe, die Jungfernhardt, der Schellkopf und die Ziegenhardt.

## Bergbau
| Grube                      | Gewonnene Erze     |
| -------------------------- | ------------------ |
| Adler                      | Blei, Zink, Kupfer |
| Alter Fritz/Eva            | Blei, Zink, Zupfer |
| Bergenstadt                | Blei, Kupfer       |
| Ludwig                     | Blei, Zink, Kupfer |
| Mariannaglück (I/II)       | Zink               |
| Theresia/ Glückliche Elise | Blei, Zink, Kupfer |
| Theodor                    | Kupfer             |
| Veronica                   | Kupfer, Eisen      |

Benannt ist das Schmelztal (früher auch Schmelzertal) nach den Schmelzereien, die an einige Erzgruben im und am Schmelz- sowie im benachbarten Einsiedlertal angeschlossen waren. Dort befindet sich im sogenannten Bergenstadter Gangzug die bedeutendste Zone von Blei- und Zinkerzgängen (Bleiglanz/Zinkblende) des Siebengebirgsraums. Der Bergbau im Gebiet von Honnef lässt sich erstmals für das Jahr 1753 belegen, als dem Kölner Bankier Wilhelm Hack eine Generalbelehnung für die Kirchspiele Aegidienberg, Dollendorf und Honnef erteilt wurde. Als älteste Gruben im Schmelztal werden Theresia, Glücklicher Johannes und St. Marcus Glück vermutet. Zwischen 1810 und 1816 wurden einige Gruben vorläufig stillgelegt, eine neue Blütezeit erlebte die Montanindustrie im Schmelztal aufgrund von Fortschritten in der Verhüttungs- und Förderungstechnik Mitte des 19. Jahrhunderts.
In den 1870er-Jahren hatte ein Niedergang eingesetzt, da manche Erzgänge erschöpft und die Weltmarktpreise für Blei, Zink und Kupfer eingebrochen waren. Im Ersten Weltkrieg vereinzelt aufgrund des Wegfalls von Rohstoffimporten wiederaufgenommen, kam der Bergbau im Schmelztal anschließend endgültig zum Erliegen. Er hinterließ umfangreiche Haldenflächen, Stollenmundlöcher, Pingen und Hohlwege.
Zu den wichtigsten Gruben gehörten (von Westen nach Osten) Alter Fritz, Johannisberg (1876 konsolidiert u. a. aus den Gruben Glückliche Elise, Ludwig und Bergenstadt) und Adler.
Grube Theresia/Glückliche Elise
Die zunächst unter dem Namen „St. Theresia“ bekannte Grube im Einsiedlertal wurde bereits 1753, vermutlich durch den Bankier Wilhelm Hack, in Betrieb genommen. Später erfolgte die Umbenennung in Glückliche Elise. Abgebaut wurden hier vorwiegend Blei-, aber auch Zink- und Kupfererze. Zu Beginn des 19. Jahrhunderts kam es zu mehreren Wechseln der Betreiber und Inhaber, als deren Konsequenz sich eine eigene Grubengewerkschaft „Theresia“ mit vorrangig aus Neuwied stammenden Eigentümern gründete. 1815 war der Betrieb der Grube eingestellt und 1847 wiederaufgenommen worden. In der neuen Aktivitätsphase entstanden ab 1853 nun auch eine Schmelzhütte für die Bleiherstellung in Verbindung mit einem Klärteich, ein Flammofen sowie ein Pochwerk. Ab 1857 wurde zur Förderung der Erze eine Dampfmaschine eingesetzt. Seinerzeit umfasste die Grube eine Fläche von 179 Hektar und ihre Belegschaft bis zu 60 Bergleute (zusammengeschlossen in einer eigenen Knappschaft), die Schachttiefe betrug 38 m. 1868 wurde der Grubenbetrieb eingestellt. Oberirdisch erhalten sind neben Bergehalden Reste einer Waschanlage und eines Stollenmundlochs. Die Grube steht als Bodendenkmal unter Denkmalschutz.
Grube Alter Fritz
Die Grube erstreckte sich von der Südseite des Schmelztals bis zum Südhang des Wingstbergs, an dem ein Westnordwest streichender Bleizinkerzgang besteht. Zu letzterem gehörte auch das benachbarte Grubenfeld Eva. Zink-, Blei- und Kupfererze wurden dort zwar schon von 1804 bis 1811 gewonnen, in größerem Maße setzte der Abbau aber erst nach der Wiederaufnahme des Betriebs im Jahre 1852 ein. Die Weiterverarbeitung der Erze erfolgte ab 1854 in einer neu geschaffenen Aufbereitungsanlage. Ihr Transport wurde nun mittels einer Schienenbahn zwischen Stollenende und Halde abgewickelt, die auch diese neue Anlage anband. Zu dieser Zeit hatte die Rheinische Bergwerksgesellschaft in Köln die Grube übernommen.
1857 nahm der damalige Grubendirektor öffentliche Auseinandersetzungen über die Verschmutzung des Ohbachs durch Bergwerksmineralien, der bereits Jahre zuvor durch die Anlage von Klärteichen begegnet wurde, zum Anlass für die vorübergehende Einstellung des Betriebs. In diesem Jahr hatte die Grube ihr Fördermaximum mit 2.667 Zentnern Erzen bei einer Belegschaftsgröße von 68 Mitarbeitern und einer Stollenlänge von 300 Metern bereits überschritten. Nachdem die Fördermenge sich bis 1875 auf ein Zehntel reduziert hatte, wurde die Grube Alter Fritz 1881 endgültig stillgelegt. Nachfolgende Besitzer versuchten noch vereinzelt, den Betrieb wiederaufzunehmen, was aufgrund mangelnder Wirtschaftlichkeit nicht gelang. Zu den Hinterlassenschaften gehören Reste des Stollensystems, Pingen sowie einige, sich bis zum Honnefer Ortsbereich erstreckende Halden.
Grube Ludwig
Diese Grube knapp nördlich des Schmelz- und westlich des Einsiedlertals im sog. „Johannisberg“, in der Blei-, Zink- und Kupfererze gewonnen wurden, lässt sich ebenfalls bis 1753 zurückverfolgen. Zwischen 1816 und 1846 war sie stillgelegt, die zweite Betriebsphase endete im Jahre 1870. Sie bildete mit dem angrenzenden Erzgang Richard eine betriebliche Einheit mit einer Gesamtfläche von 20,8 ha. Der von einer Dampfmaschine betriebene Schacht wurde auf eine Tiefe von 90 m abgeteuft, die insgesamt vier Stollen erreichten eine Länge von 380 m. Die Fördermenge der Grube Ludwig war für ein Jahr mit 5.287 Zentnern Bleierzen angegeben.
Grube Bergenstadt
Die zunächst als „Stadtberg“ bezeichnete Grube verlieh dem Bergenstadter Gangzug ihren Namen und lag nahe der Mündung des Einsiedlertals. Für den Abbau nutzbar gemacht wurden die dortigen Blei- und Kupfererzvorkommen erst nach ihrer Entdeckung im Jahre 1851. Ausgebeutet wurde in mehreren Stollen eine Fläche von 32,6 ha, 1852 waren hier zehn Bergleute beschäftigt. 1866 erfolgte ein Verkauf der Grube. Überbleibsel des hiesigen Betriebs sind Hohlwege, Bodenvertiefungen und Haldenflächen.
Grube/Konsolidationsfeld Johannisberg
Mit der fortschreitenden Erweiterung der Grubenfelder im oberen Schmelz- und unteren Einsiedlertal griffen die jeweiligen Stollen Anfang der 1870er-Jahre ineinander über, die Markscheiden waren aneinandergerückt. Daher wurden 1876 die Gruben Glückliche Elise, Ludwig, Bergenstadt und Mariannaglück (I/II) mit dem Ziel der gemeinsamen Erzverhüttung und des gemeinsamen Verkaufs zu einer Grube mit dem Namen Johannesberg konsolidiert. Bereits im Jahr der Zusammenlegung erfolgte ein Verkauf der Grube, die ab 1878 im Besitz der neugegründeten Gewerkschaft Johannisberg war. Zu diesem Zeitpunkt gehörten zu ihr unter anderem ein Maschinenhaus, zwei Schmieden, drei Walzwerke, eine Brecher- als Teil einer zentralen Aufbereitungsanlage und ein Bürogebäude.
Zwischenzeitlich stillgelegt, wurde die Grube Johannisberg im Ersten Weltkrieg durch ein Düsseldorfer Unternehmen wieder in Betrieb genommen. 1918 entstand für diesen Zweck im oberen Schmelztal ein neues Verwaltungsgebäude. Spätestens mit dem Kriegsende fiel die wirtschaftliche Basis für einen weiteren Bergbau weg, sodass die Grube liquidiert, verkauft und 1920 schließlich endgültig aufgegeben wurde. Der bogenförmige Erzgang des Konsolidationsfeldes Johannesberg ist der umfangreichste im Bergenstadter Gangzug und auf etwa 500 m bekannt. Die durchschnittliche Mächtigkeit der Bleierze beträgt 80 cm.

## Verkehr
Durch das Schmelztal führte ein unausgebauter Weg als Teil der Rheinstraße zwischen Honnef und Flammersfeld, der um 1855 zur preußischen Bezirksstraße (der heutigen Landesstraße 144) ausgebaut wurde. 1894/95 wurde von der Basaltgewerkschaft Honnef eine Pferdebahn durch das Schmelztal („Schmelztalbahn“) errichtet, die dem Transport des am Himberg und am Dachsberg abgebauten Basalts diente. Sie war insgesamt 4,9 km lang, wechselte mehrfach die Straßenseite der damaligen Bezirksstraße und endete kurz vor Bad Honnef an einer Talstation auf etwa 123 m ü. NHN. Ende des Jahres 1905 wurde die Strecke stillgelegt.

## Gebäude und Bauwerke

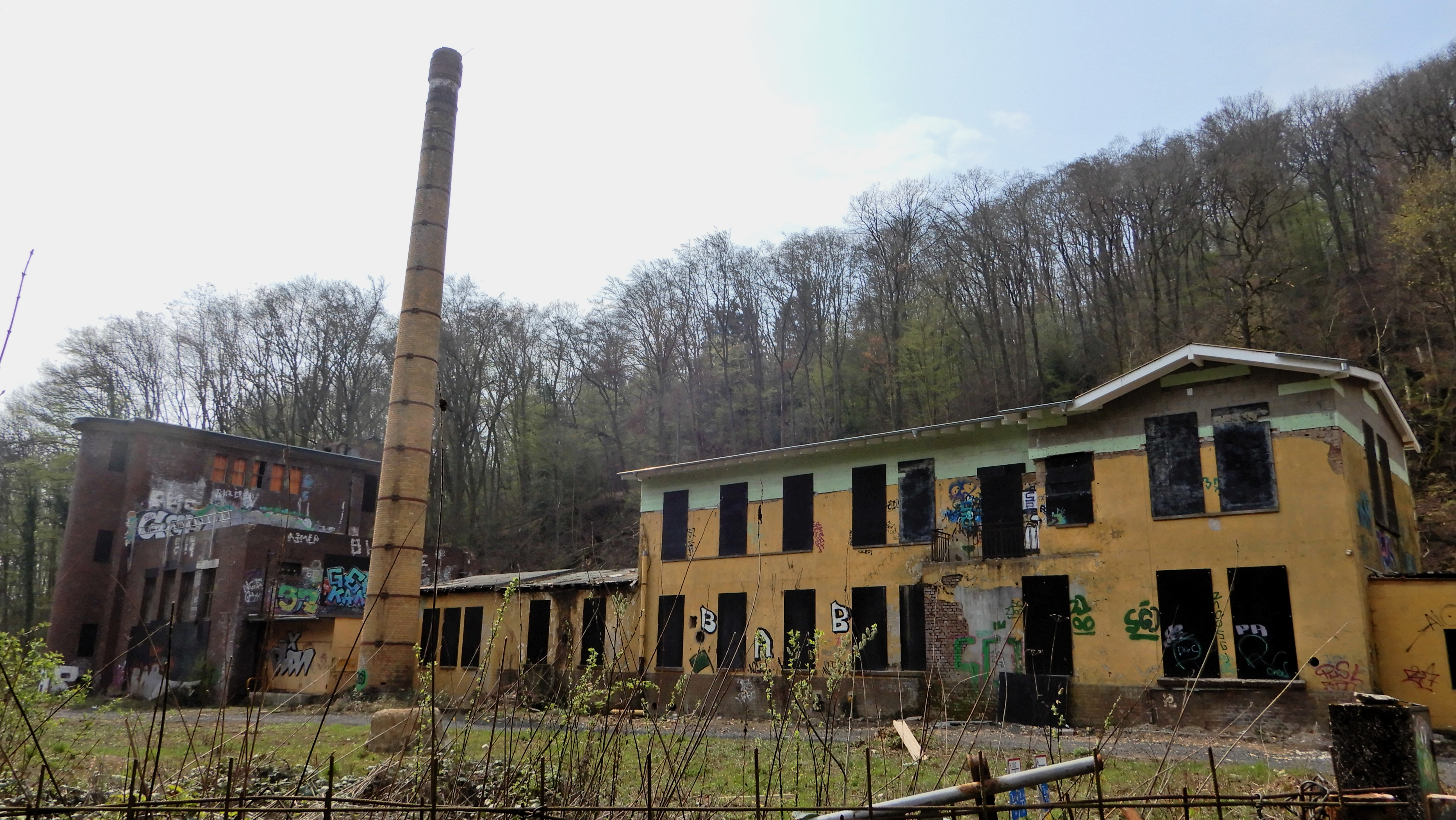
Wäscherei Mesenholl (2019)

Wäscherei Mesenholl aus der Vogelperspektive (2019)

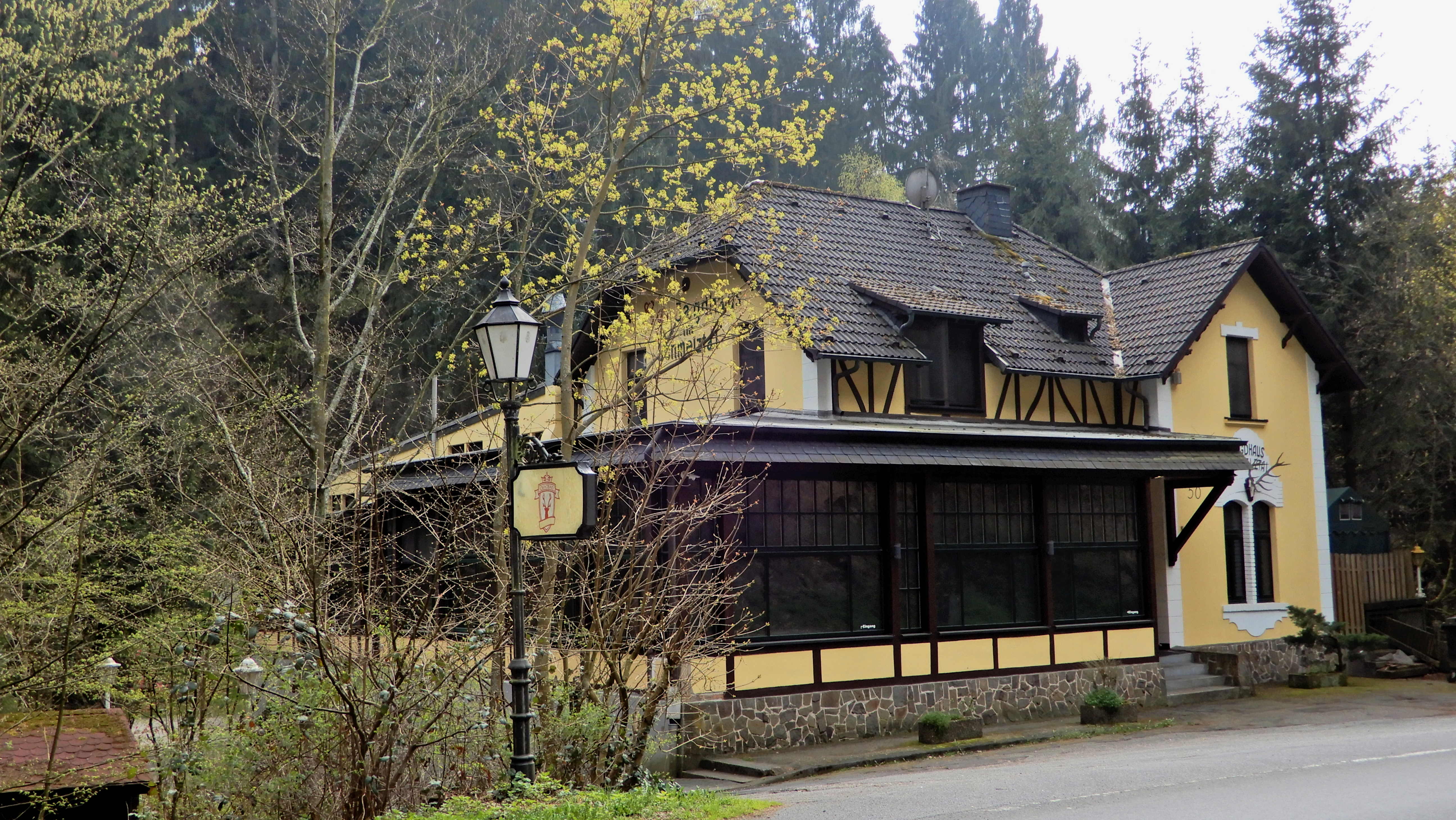
Jagdhaus im Schmelztal

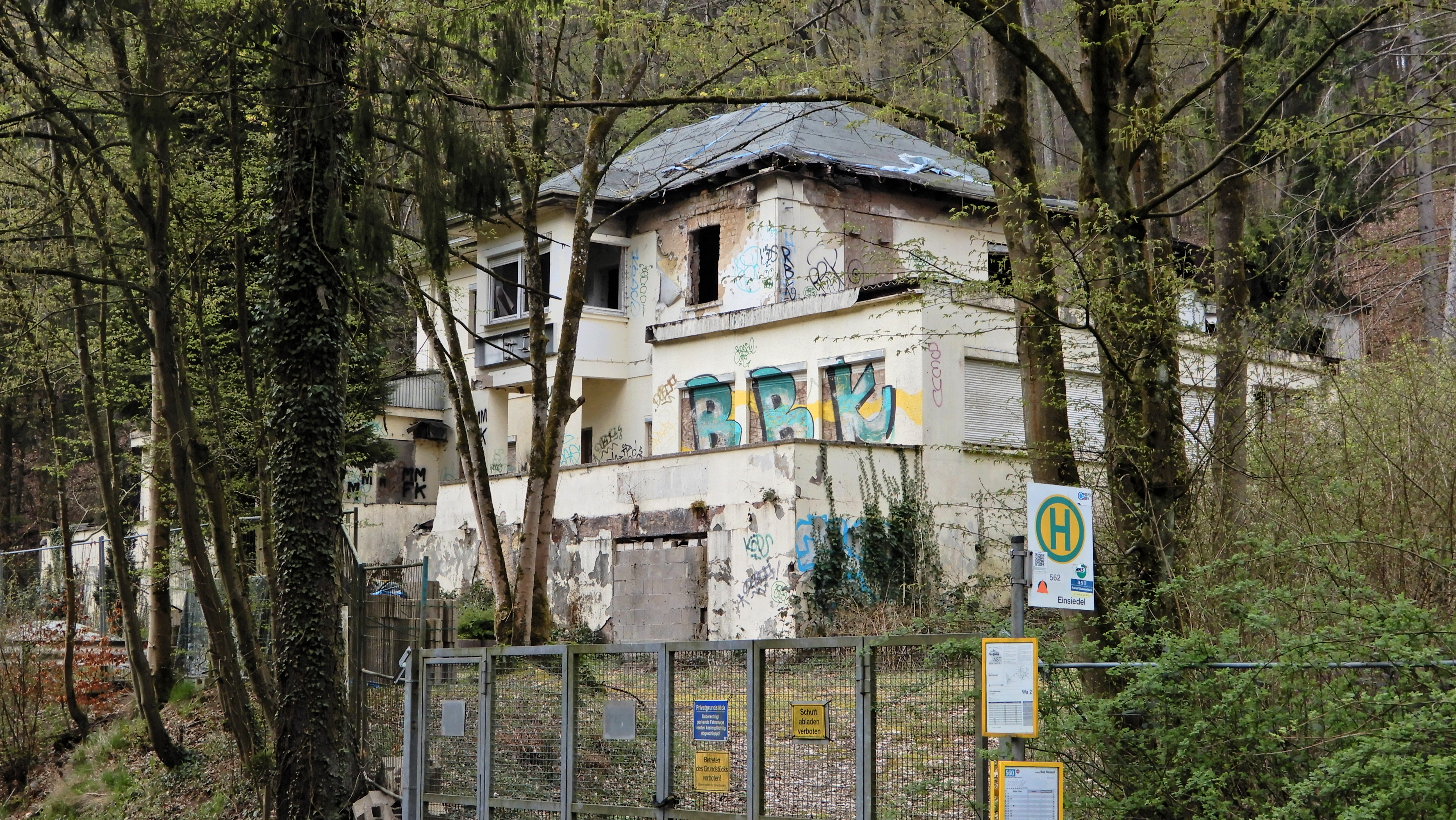
Haus Einsiedel

Wäscherei Mesenholl, Schmelztalstraße 39Am unteren Ausgang des Schmelztals befand sich seit etwa 1900 die Großwäscherei Mesenholl, die zur 100 m oberhalb gelegenen Lungenklinik Hohenhonnef gehörte und mit dieser über eine etwa 500 m lange Standseilbahn verbunden war. Seit der Schließung der Wäscherei in den 1980er-Jahren sind die Werksgebäude leerstehend und waren bis zuletzt dem Verfall preisgegeben. Seit 2018 gibt es konkrete Planungen des Eigentümers für eine Wohnnutzung auf dem Areal, wobei das bestehende Hauptgebäude erhalten bleiben soll.
Jagdhaus im Schmelztal, Schmelztalstraße 50Im August 1903 wurde inmitten des Schmelztals das Jagdhaus im Schmelztal eröffnet, das zunächst als Pension mit Ausflugscafé, ab 1929 als sog. „Waldschenke“ und später als Hotel (Stand: 1950) diente. 1988 wurde es zur Veranstaltungsstätte umfunktioniert, heute wird es als Swingerclub betrieben.
Haus Einsiedel, Schmelztalstraße 51In dem 1918 anlässlich der zeitweiligen Wiederaufnahme des Bergbaus errichteten Verwaltungsgebäude wurde nach dem Zweiten Weltkrieg ein Café und Hotel unter dem Namen Haus Einsiedel eingerichtet, in dem ab 1980 ebenfalls ein Swingerclub eröffnete. Das Gebäude brannte am Jahresende 2004 ab.
SportplatzAm unteren Ausgang des Schmelztals bzw. am oberen Ortseingang von Honnef liegt der 1932/33 gebaute Sportplatz des FV Bad Honnef, der 2008 zum Kunstrasenplatz umgebaut wurde.